# Scărișoara (gmina w okręgu Alba)
Scărișoara – gmina w Rumunii, w okręgu Alba. Obejmuje miejscowości Bârlești, Botești, Fața-Lăzești, Florești, Lăzești, Lespezea, Maței, Negești, Prelucă, Runc, Scărișoara, Sfoartea, Știuleți i Trâncești. W 2011 roku liczyła 1661 mieszkańców. 